# 深沢温泉
深沢温泉（ふかさわおんせん）は、福島県南会津郡只見町（旧国陸奥国、明治以降は岩代国）にある温泉。

## 泉質
- ナトリウム・塩化物・硫酸塩泉

## 温泉地
日帰り入浴を扱う宿泊施設「季の郷　湯ら里」と日帰り入浴施設「むら湯」が隣接して、建っている。館内では、蕎麦打ち体験も可能。

## アクセス
- 公共交通：自然首都・只見号（JR只見駅⇔会津鉄道会津田島駅）「季の郷湯ら里入口」バス停より徒歩約3分
- 東北自動車道西那須野塩原ICより、車で135分。